# Tabatzius copillius
Tabatzius copillius är en kräftdjursart. Tabatzius copillius ingår i släktet Tabatzius och familjen Melitidae. Inga underarter finns listade i Catalogue of Life.